# Endocardiosi
L'endocardiosi è un processo distrofico degenerativo delle valvole cardiache e delle corde tendinee, caratterizzato da un ispessimento, accorciamento e arrotondamento dei loro margini. 
A livello istologico  si può notare la proliferazione di fibroblasti immaturi e un accumulo di glicosamminoglicani.